# Sir Francis Drake, le corsaire de la reine
Sir Francis Drake, le corsaire de la reine (Sir Francis Drake ou The Adventures of Sir Francis Drake) est une série télévisée britannique en 26 épisodes de 30 minutes, en noir et blanc, créée par Anthony Bushell et diffusée entre le 12 novembre 1961 et le 20 mai 1962 sur le réseau ITV.
En France, la série a été diffusée à partir du 25 avril 1964 sur RTF Télévision 2 puis la deuxième chaîne de l'ORTF, et au Québec à partir du 6 juin 1965 à la Télévision de Radio-Canada sous le titre Le Corsaire de la reine.

## Synopsis
Cette série met en scène les aventures, au XVIe siècle, de Sir Francis Drake, corsaire au service de la reine Élisabeth Ire d'Angleterre.

## Distribution
- Terence Morgan (en) : Sir Francis Drake
- Jean Kent : la reine Élisabeth Ire
- Patrick McLoughlin : Richard Trevelyan
- Michael Crawford : John Drake
- Roger Delgado : Mendoza
- Alex Scott : Don Pedro

## Épisodes
1. La Prisonnière (The Prisoner)
2. Les Pionniers (The Lost Colony of Virginia)
3. La Reine d'Écosse (Mary, Queen of Scots)
4. Le Magicien (Doctor Dee)
5. La Folle Entreprise (Bold Enterprise)
6. Le Dragon anglais (The English Dragon)
7. Le Courtisan (Boy Jack)
8. La Garnison (The Garrison)
9. Visite en Espagne (Visit to Spain)
10. Le Feu Grégeois (The Flame Thrower)
11. La Vengeance du gouverneur (The Governor's Revenge)
12. Les Esclaves (The Slaves of Spain)
13. Au bout du monde (The Doughty Plot)
14. Le Roi d'Amérique (King of America)
15. En Irlande (The Irish Pirate)
16. Les Mendiants de la mer (Beggars of the Sea)
17. Le Jugement (Drake on Trial)
18. Le Pont (The Bridge)
19. Le Comédien (Johnnie Factotum)
20. Mission diplomatique (Mission to Paris)
21. La Duchesse (The Reluctant Duchess)
22. Les Gitans (The Gypsies)
23. Intrigue à la cour (Court Intrigue)
24. L'Espagnol (Gentleman of Spain)
25. La Fontaine de Jouvence (The Fountain of Youth)
26. L'Évasion (Escape)

## Sortie vidéo (France)
- Un coffret 5 DVD-9 de la collection Les joyaux de la télévision est sorti le 16 octobre 2019, édité par Elephant Films et distribué par Sony Pictures Home Entertainment.
- Le ratio écran est en 1.33:1 plein écran 4:3. L'audio est en Français et Anglais 2.0 mono avec présence de sous-titres français.
- L'intégralité des 26 épisodes de 30 minutes est présente. Il s'agit d'une édition Zone All[1].